# Jessie Vargas
Jessie Vargas est un boxeur américain né le 10 mai 1989 à Los Angeles, Californie.

## Carrière
Passé professionnel en 2008, il remporte le titre vacant de champion du monde des poids welters WBO le 5 mars 2016 en battant par arrêt de l'arbitre au 9e round Sadam Ali. Il est en revanche battu dès le combat suivant par Manny Pacquiao le 5 novembre 2016 puis fait match nul contre Adrien Broner le 21 avril 2018 et 	Thomas Dulorme le 6 octobre suivant. Vargas change alors de catégorie de poids en montant en super-welters et bat Humberto Soto le 26 avril 2019 par KO au 6e round. S'en suivront deux défaites contre Mikey Garcia en 2020 puis Liam Smith en 2022.

## Référence
1. ↑  (en) 2016-03-05 : Jessie Vargas 146¼ lbs beat Sadam Ali 147 lbs by TKO at 2:09 in round 9 of 12  (boxrec.com)